# Lyve from Steel Town
Lyve from Steel Town album uživo prve postave sastava Lynyrd Skynyrd, snimljen u Pittsburghu, 15. lipnja 1997.

## Popis pjesama
1. "We Ain't Much Different"
2. "Saturday Night Special"
3. "What's Your Name?"
4. "On The Hunt"
5. "You Got That Right"
6. "Voodoo Lake"
7. "That Smell"
8. "Bring It On"
9. "Simple Man"
10. "I Know A Little"
11. "Berniece"
12. "Gimme Three Steps"
13. "Sweet Home Alabama"
14. "Travelin' Man"
15. "Free Bird"
16. "Lynyrd Skynyrd Interview 1"
17. "Lynyrd Skynyrd Interview 2"

## Osoblje
Lynyrd Skynyrd
- Johnny Van Zant - vokali
- Gary Rossington - gitara
- Leon Wilkeson - bas-gitara, vokali
- Hughie Thomasson - solo, ritam, slide i akustična gitara, vokali
- Rickey Medlocke - solo, ritam, slide i akustična gitara, Dobro, vokali
- Billy Powell - klavir, Hammond orgulje
- Owen Hale - bubnjevi, udaraljke

Dodatni glazbenici
- Dale Krantz Rossington - prateći vokali
- Carol Chase - prateći vokali